# Rhacophorus helenae
Espèce
Statut de conservation UICN

 EN B1ab(i,iii,iv) : En danger
Rhacophorus helenae est une espèce d'amphibiens de la famille des Rhacophoridae.

## Répartition
Cette espèce est endémique du Sud du Viêt Nam. Elle se rencontre dans les provinces de Bình Thuận et de Đồng Nai.

## Étymologie
Cette espèce est nommée en l'honneur de Helen M. Rowley, la mère de Jodi Justine Lyon Rowley.

## Publication originale
- Rowley, Tran, Hoang & Le, 2012 : A new species of large flying frog (Rhacophoridae: Rhacophorus) from lowland forests in southern Vietnam. Journal of Herpetology, vol. 46, no 4, p. 480-487.